# Owen Roizman
Owen Roizman (* 22. September 1936 in New York City, New York; † 6. Januar 2023 in Los Angeles, Kalifornien) war ein US-amerikanischer Kameramann.

## Leben
Owen Roizman wurde als Sohn von Sol Roizman, einem Kameramann bei Fox Movietone News, und Neffe von Morrie Roizman, einem Filmeditor, geboren. Nach seinem Studium am Gettysburg College, welches er 1958 mit einem Bachelor in Mathematik und Physik abschloss, begann er als Kameraassistent für Werbespots zu arbeiten. Er arbeitete sich dabei bis zum Kameramann hoch und konnte 1970 mit dem Low-Budget-Drama Stop erstmals als hauptverantwortlicher Kameramann bei einem Spielfilm arbeiten. Dadurch wurden William Friedkin und Phil D’Antoni auf seine Arbeit aufmerksam, sodass sie ihn in ihrem Thriller French Connection – Brennpunkt Brooklyn als Kameramann engagierten. Gleich mit seinem ersten Hollywoodfilm konnte Roizman damit seine erste von fünf Oscarnominierungen für die Beste Kamera feiern.
Owen Roizman war 1997 Präsident der American Society of Cinematographers (ASC) und war seit 2002 Vorstandsmitglied der Academy of Motion Picture Arts and Sciences. 2017 wurde ihm für seine Verdienste als Kameramann der Ehrenoscar zuerkannt. 1997 wurde er mit dem ASC Lifetime Achievement Award geehrt.

## Filmografie (Auswahl)
- 1970: Stop
- 1971: French Connection – Brennpunkt Brooklyn (The French Connection)
- 1971: Wo Gangster um die Ecke knallen (The Gang That Couldn’t Shoot Straight)
- 1972: Mach’s noch einmal, Sam (Play It Again, Sam)
- 1972: Pferdewechsel in der Hochzeitsnacht (The Heartbreak Kid)
- 1973: Der Exorzist (The Exorcist)
- 1974: Stoppt die Todesfahrt der U-Bahn 123 (The Taking of Pelham One Two Three)
- 1975: Die drei Tage des Condor (Three Days of the Condor)
- 1975: Die Frauen von Stepford (The Stepford Wives)
- 1976: Network (Network)
- 1976: Der Mann, den sie Pferd nannten – 2. Teil (The Return of a Man Called Horse)
- 1978: Sgt. Pepper’s Lonely Hearts Club Band
- 1978: Stunde der Bewährung (Straight Time)
- 1979: Der elektrische Reiter (The Electric Horseman)
- 1981: Die Kadetten von Bunker Hill (Taps)
- 1981: Fesseln der Macht (True Confessions)
- 1981: Die Sensationsreporterin (Absence of Malice)
- 1982: Tootsie (Tootsie)
- 1985: Crazy for You (Vision Quest)
- 1990: Ich liebe Dich zu Tode (I Love You to Death)
- 1990: Havanna (Havana)
- 1991: Addams Family (The Addams Family)
- 1991: Grand Canyon – Im Herzen der Stadt
- 1994: Wyatt Earp – Das Leben einer Legende (Wyatt Earp)
- 1995: French Kiss

## Auszeichnungen
- Ehrenoscar: Preis für sein Lebenswerk (2018)
- 5 Oscar-Nominierungen
  - Oscarverleihung 1972: French Connection – Brennpunkt Brooklyn
  - Oscarverleihung 1974: Der Exorzist
  - Oscarverleihung 1977: Network
  - Oscarverleihung 1983: Tootsie
  - Oscarverleihung 1995: Wyatt Earp – Das Leben einer Legende
- 1 ASC-Award-Nominierung für: Wyatt Earp – Das Leben einer Legende
- Camerimage 2001: Preis für sein Lebenswerk